# ¿Qué hago yo?
«¿Qué hago yo?» es una canción del dúo estadounidense Ha*Ash, integrado por las hermanas Hanna Nicole y Ashley Grace. Se lanzó como el tercer sencillo de su segundo álbum de estudio Mundos opuestos el 6 de marzo de 2006. Fue compuesta por la cantautora colomboestadounidense Soraya.
Llegó al primer lugar en las radios de México, siendo la primera en alcanzar esa posición de las hermanas, líricamente trata la historia del divorcio de los padres de Hanna y Ashley. El 12 de febrero de 2007 la canción fue certificada por AMPROFON como disco de platino en formato rigtone. En el año 2014, formó parte de la primera producción en vivo de las cantantes Primera fila: Hecho realidad. En 2021, la versión en vivo de 2014 formó parte del EP, Lo más romántico de: Ha*Ash.

## Información de la canción
«¿Qué hago yo?» publicado el día 6 de marzo de 2006 como el tercer sencillo del segundo álbum de estudio Mundos opuestos. El 12 de febrero de 2007 la canción fue certificada por AMPROFON como disco de platino en formato rigtone. El tema ha sido incluido desde la segunda gira realizada por el dúo. Ha sido cantando desde el año 2005 hasta el año 2019.
La canción fue producida por Áureo Baqueiro y compuesta por Soraya. La inspiración del tema fue el momento familiar que actualmente estaban viviendo las hermanas, la intérprete colombo-estadounidense era una de las pocas personas que tenía conocimiento sobre el proceso de divorcio que estaban teniendo los padres de Hanna y Ashley. Soraya en varias oportunidades invitó al dúo a su casa para componer, “Estoy escribiendo canciones para las chicas. Ya escuché su primer disco y me gustó. Me gustan las chicas, las encuentro auténticas, me gusta su energía; creo que el trabajo que he hecho con mis discos está abriendo el camino a artistas como ellas. Tienen un futuro muy grande, incluso fuera de México" - expreso la cantante. No solo aceptó colaborar y contribuir con esta canción, también les regalo el tema «Me entrego a ti» segundo sencillo del álbum Mundos opuestos y el tema «Pedazos» incluida en la versión especial de su primer álbum en vivo Primera fila: Hecho realidad en 2015.

## Vídeo musical
El vídeo oficial de la canción fue estrenada en el año 2006. Fue publicado en el canal de YouTube del dúo, el día 24 de abril de 2010. Dirigido por Leo Sánchez, en él se puede ver a las chicas del dúo cantando la canción solamente con un piano de fondo. El 27 de julio de 2016, superó los 100 millones de reproducciones en la plataforma obteniendo el certificado Vevo. A finales de febrero de 2019 cuenta con 185 millones de reproducciones.
En una nueva versión en vivo de la canción para el álbum Primera fila: Hecho realidad, se estrenó un vídeo el 29 de abril de 2015, en él se ve a las chicas del dúo tocando la guitarra y cantando frente al público asistente en un concierto íntimo. Fue grabado en los Estudios Churubusco en México y dirigido por Nahuel Lerena y Pato Byrne. A comienzo del vídeo Hanna agradece el apoyo y la confianza que Soraya les dio al inicio de su carrera: “En nuestra carrera así como hemos tenido momentos muy buenos, también hemos tenido momentos malos, de mucha incertidumbre. Había momentos donde muchos dejaron de creer en nosotras y luego conocimos a Soraya, y ella confío en nosotras y nos regalo esta canción". A finales de febrero de 2019 la nueva versión en cuenta con 62 millones de reproducciones.

## Otras versiones en álbum
El 7 de julio el dúo grabó una nueva versión de la canción, esta vez presentada en vivo para su primera producción discográfica en vivo Primera fila: Hecho realidad. Fue grabada en un concierto privado en los Estudios Churubusco, México. Se publicó junto al disco el día 11 de noviembre de 2014.
| N.º | Título          | Escritor(es) | Director(es)                    | Duración |  |
| 1.  | «¿Qué hago yo?» | Soraya       | Mitchell · Noriega · De La Loza | 3:32     |  |

## Créditos y personal
Créditos adaptados de las notas del álbum y AllMusic.

### Grabación y gestión
- Grabado en Brava! Music (Ciudad de México)
- Masterización en Precision Mastering (Los Ángeles, California)
- Baterías en La Bodega (Ciudad de México)
- Mezcla en La Bodega Studio (Ciudad de México)
- Editado en Digital Perfomer
- Administrado por Sony BMG / ATV Discos Music Publishing LLC / Westwood Publishing

### Personal
- Javier Calderón: arreglos, bajo, guitarra eléctrica, guitarra acústica, mandolina
- Dean Parks: pedal steel, lap steel
- Gabe Witcher: violín
- Tommy Morgan: armónica
- Carlos Murguía: hammond b3
- Michelle Batrez: coros
- Áureo Baqueiro: producción, coros
- Memo Gil: mezcla
- Don Tyler: masterización

## Posicionamiento en listas
| Listas (2006)                    | Mejor posición |
| -------------------------------- | -------------- |
| Estados Unidos (Latin Pop Songs) | 50             |
| México (Monitor Latino)          | 1              |
| México (México Español Airplay)  | 36             |

## Certificaciones
| País (organismo certificador) | Certificación      | Unidades certificadas |
| ----------------------------- | ------------------ | --------------------- |
| México (AMPROFON)             | Platino (ringtone) | 80 000                |

## Premios y nominaciones

### Vevo Certified Award
Premio que le concede VEVO a aquel artista que en un vídeo musical logre superar los 100 millones de visitas en la plataforma.
| Año  | Trabajo nominado | Categoría      | Resultadoç | Ref    |
| ---- | ---------------- | -------------- | ---------- | ------ |
| 2017 | «¿Qué hago yo?»  | Vevo Certified | Ganadoras  | [ 19 ] |